# كأس بيتر ليم الخيرية
كأس بيتر ليم – المؤسسة الأولمبية السنغافورية الخيرية، وتعرف اختصارا باسم كأس بيتر ليم الخيرية، هي مباراة ودية خيرية بين نجوم الدوري السنغافوري وبطل كأس ملك إسبانيا 2013، أتلتيكو مدريد.
أقيمت المباراة في ملعب جالان بيسار في 22 مايو 2013 وفاز بها أتلتيكو مدريد بنتيجة 2–0، سجلهما كل من راؤول غارسيا ودييغو كوستا.
وجهت عائدات جميع تذاكر المباراة للمؤسسة الأولمبية السنغافورية، التي يهدف إلى مساعدة المواهب الرياضية الواعدة الشابة التي تأتي من أماكن فقيرة لتحقيق أحلامهم الرياضية.

## نجوم سنغافورة
تم تشكيل فريق نجوم سنغافورة في 10 مايو 2013 وأعلن المدرب المؤقت لمنتخب سنغافورة لكرة القدم، في سوندرامورثي، كمسؤول عن الفريق.
بصرف النظر عن لاعبي نادي ليونز تويلف الذي يشكلون الجزء الأكبر من الفريق، تم استدعاء ما مجموعه 12 لاعبا من دوري سنغافورة للمحترفين للفريق، بما في ذلك لاعبين سنغافوريين سابقين وهم: أحمد لطيف قمر الدين، إندرا ساهدان داود وروسمان سليمان. استدعي لاعبون أجانب كذلك، وهم: جوزيف كابلان، منصف زرقا وسيرينا كامارا.

### التشكيلة
| الاسم               | الجنسية     | الموقع      | تاريخ الازدياد (العمر)  | النادي                  |             |
| حراس المرمى         | حراس المرمى | حراس المرمى | حراس المرمى             | حراس المرمى             | حراس المرمى |
| ------------------- | ----------- | ----------- | ----------------------- | ----------------------- | ----------- |
| إزوان محبود         | سنغافورة    | حارس مرمى   | 14 يوليو 1990           | ليونز تويلف             |             |
| حسن سوني            | سنغافورة    | حارس مرمى   | 2 أبريل 1984            | نادي واريورز            |             |
| المدافعون           |             |             |                         |                         |             |
| رفيق يونس           | سنغافورة    | مدافع       | 10 ديسمبر 1990          | يونغ ليونز              |             |
| نوح الرحمان         | سنغافورة    | مدافع       | 2 أغسطس 1980            | نادي هوم يونايتد        |             |
| صفوان بحر الدين     | سنغافورة    | مدافع       | 22 سبتمبر 1991          | ليونز تويلف             |             |
| بايحقي خايزان       | سنغافورة    | مدافع       | 31 يناير 1984           | ليونز تويلف             |             |
| شاكر حمزة           | سنغافورة    | مدافع       | 20 أكتوبر 1992          | ليونز تويلف             |             |
| حافظ أبو سجاد       | سنغافورة    | مدافع       | 1 نوفمبر 1990           | ليونز تويلف             |             |
| دانييل بينيت        | سنغافورة    | مدافع       | 7 يناير 1978            | نادي واريورز            |             |
| روسمان سليمان       | سنغافورة    | مدافع       | 6 نوفمبر 1982           | وودلاندز ويلينغتون      |             |
| وسط الميدان         |             |             |                         |                         |             |
| جوزيف كابلان        | سلوفاكيا    | وسط ميدان   | 2 أبريل 1986            | نادي غيلانغ إنترناشونال |             |
| سيرينا كامارا       | فرنسا       | وسط ميدان   | 12 أبريل 1991           | نادي هوم يونايتد        |             |
| حارس هارون          | سنغافورة    | وسط ميدان   | 19 نوفمبر 1990          | ليونز تويلف             |             |
| فارس رملي           | سنغافورة    | وسط ميدان   | 24 أغسطس 1992           | ليونز تويلف             |             |
| عيسى حليم           | سنغافورة    | وسط ميدان   | 15 مايو 1986            | ليونز تويلف             |             |
| فخر الدين مصطفيتش   | سنغافورة    | وسط ميدان   | 17 أبريل 1981           | نادي تامبينس روفرز      |             |
| أحمد لطيف قمر الدين | سنغافورة    | وسط ميدان   | 29 مايو 1979            | تانجونغ باغار يونايتد   |             |
| المهاجمون           |             |             |                         |                         |             |
| إيندرا ساهدان داود  | سنغافورة    | مهاجم       | 5 مارس 1979             | نادي هوم يونايتد        |             |
| فازرول نواز         | سنغافورة    | مهاجم       | 17 أبريل 1985           | ليونز تويلف             |             |
| شاهريل إيشاك        | سنغافورة    | مهاجم       | 23 يناير 1984           | ليونز تويلف             |             |
| ألكساندر جوريتش     | سنغافورة    | مهاجم       | 12 أغسطس 1970           | نادي تامبينس روفرز      |             |
| منصف زرقا           | المغرب      | مهاجم       | 30 أغسطس 1981           | تانجونغ باغار يونايتد   |             |
| المدربون            |             |             |                         |                         |             |
| في سوندرامورثي      | سنغافورة    | المدرب      | ليونز تويلف             | ليونز تويلف             |             |
| كنان فيدهاموثو      | سنغافورة    | مدرب مساعد  | نادي غيلانغ إنترناشونال | نادي غيلانغ إنترناشونال |             |

## قبل المباراة

### التذاكر
أتيحت تذاكر الكأس الخيرية للبيع من 15 أبريل 2013 من خلال تيكيتبوث، وتراوحت أسعارها بين 15 و 30 دولار أمريكي.

## المباراة

### التفاصيل
| نجوم سنغافورة | 0–2   | أتلتيكو مدريد                      |
| ------------- | ----- | ---------------------------------- |
|               | تقرير | 29' راؤول غارسيا · 87' دييغو كوستا |

| نجوم الدوري السنغافوري | أتليتكو مدريد |